# Antonio Royo Villanova
Antonio Royo Villanova (Zaragoza, 12 de junio de 1869-Madrid, 7 de noviembre de 1958) fue un jurista, periodista y político español de ideología derechista, miembro del Partido Agrario, diputado y senador en las Cortes y ministro durante la Segunda República.

## Biografía
Nacido en Zaragoza el 12 de junio de 1869, era hermano mayor de Ricardo Royo Villanova y del periodista Luis Royo Villanova. Catedrático de Derecho Administrativo en la Universidad de Valladolid, fue director del periódico El Norte de Castilla entre 1902 y 1906.
Su carrera política como diputado se inició en 1910 cuando, como miembro del Partido Liberal, fue elegido por el distrito turolense de Valderrobres. En 1916 obtuvo escaño por el distrito de la ciudad de Teruel. El 27 de noviembre de 1921 ingresó en la Real Academia de Ciencias Morales y Políticas con la lectura de El terrorismo, la libertad y la policía, cubriendo la plaza vacante por el fallecimiento en 1920 de Victoriano Guisasola y Menéndez. En la cámara alta fue senador durante la Restauración sucesivamente por las provincias de Valladolid, Huelva y Teruel y, en último término, de forma vitalicia.
Con la proclamación de la Segunda República Española y como independiente en el seno de la minoría agraria obtuvo nuevamente un escaño, en esta ocasión por la circunscripción de Valladolid, en las elecciones de 1931. Revalidó el acta parlamentaria en las elecciones de 1933 y se integró en el nuevo Partido Agrario.
En las Cortes Constituyentes se hicieron notar, por su actuación en el seno de la Minoría Agraria, quienes habrían de ser sus principales dirigentes: Antonio Royo Villanova, célebre por su cerrada oposición al Estatuto de autonomía de Cataluña de 1932; José María Cid, tenaz opositor a la ley de Reforma Agraria; y José Martínez de Velasco, presidente, a la sazón, de dicha minoría, convertida en baluarte combativo de las diversas derechas no republicanas. Durante el bienio radical-cedista, ocupó la cartera de ministro de Marina, entre el 6 de mayo y el 25 de septiembre de 1935, en el gobierno que presidió Alejandro Lerroux.
Condecorado con la gran cruz de la Orden de Isabel la Católica; falleció a las 4 de la tarde del 7 de noviembre de 1958 en su casa del número 7 de la madrileña calle de Fortuny.

## Obra escrita
Entre sus obras literarias se encuentran El problema catalán (1908) y Un grito contra el Estatuto (1932), en las que se muestra contrario a la autonomía de Cataluña. Enconado anticatalanista, llegó sin embargo a aprender la lengua catalana y a traducir el ensayo de La nacionalitat catalana de Prat de la Riba al castellano. En 1940 publicó Treinta años de política antiespañola.